# Euroleague Basketball 2001-2002
L'Eurolega di pallacanestro 2001-2002 prese il via il 10 ottobre 2001 e si concluse il 5 maggio 2002 con la vittoria del Panathinaikos. Mirsad Türkcan venne nominato MVP della regular season, e Dejan Bodiroga, venne nominato MVP della Top 16 e delle Final Four.

## Squadre partecipanti
| Grecia - AEK Atene - Olympiakos - Panathīnaïkos - Peristeri | Italia - Fortitudo Bologna - V.L. Pesaro - Pall. Treviso - Virtus Bologna | Spagna - Barcellona - Real Madrid - Saski Baskonia - Málaga | Croazia - Cibona Zagabria - Zara - Spalato  | Francia - ASVEL - Pau-Lacq-Orthez - Le Mans |
| Germania - Alba Berlino - Skyl. Francoforte - Telekom Bonn  | Turchia - Efes Pilsen - Ülkerspor - Darüşşafaka                           | Belgio - Spirou Charleroi - Ostenda                         | Israele - Maccabi Tel Aviv - H. Gerusalemme | Jugoslavia - Budućnost - Partizan           |
| Lituania - Žalgiris Kaunas - Lietuvos rytas                 | Russia - CSKA Mosca - Ural Great Perm'                                    | Slovenia - Krka Novo mesto - Olimpija Lubiana               | Polonia - Śląsk Breslavia                   | Portogallo - Sporting Lisbona               |
| Regno Unito - London Towers                                 | Svezia - Alvik Stoccolma                                                  | Svizzera - Lugano Tigers                                    |                                             |                                             |

## Preliminari

### Primo turno
| Squadra 1      | Totale    | Squadra 2       | Andata | Ritorno |
| -------------- | --------- | --------------- | ------ | ------- |
| Darüşşafaka    | 135 - 171 | Telekom Bonn    | 81-94  | 54-77   |
| Lietuvos rytas | 158 - 159 | Split           | 87-71  | 71-88   |
| Alvik          | 0 - 40    | Krka Novo mesto | 0-20   | 0-20    |

### Secondo turno
| Squadra 1        | Totale    | Squadra 2          | Andata | Ritorno |
| ---------------- | --------- | ------------------ | ------ | ------- |
| Sporting Lisbona | 150 - 198 | Spirou Charleroi   | 77-92  | 73-106  |
| Telekom Bonn     | 166 - 159 | Split              | 76-73  | 90-86   |
| Krka Novo mesto  | 40 - 0    | Lugano Snakes      | 20-0   | 20-0    |
| Le Mans          | 0 - 40    | Hapoel Gerusalemme | 0-20   | 0-20    |

### Terzo turno
| Squadra 1        | Totale    | Squadra 2          | Andata | Ritorno |
| ---------------- | --------- | ------------------ | ------ | ------- |
| Spirou Charleroi | 162 - 141 | Hapoel Gerusalemme | 84-70  | 78-71   |
| Krka Novo mesto  | 162 - 153 | Telekom Bonn       | 89-82  | 73-71   |

## Regular Season

### Gruppo A
|    | Squadra              | Pld | W  | L  | PF   | PA   | Diff |
| -- | -------------------- | --- | -- | -- | ---- | ---- | ---- |
| 1. | Benetton Treviso     | 14  | 11 | 3  | 1206 | 1142 | +64  |
| 2. | Maccabi Tel Aviv     | 14  | 10 | 4  | 1101 | 1021 | +80  |
| 3. | Olympiacos Pireo     | 14  | 10 | 4  | 1205 | 1098 | +107 |
| 4. | Efes Pilsen          | 14  | 9  | 5  | 1059 | 1032 | +27  |
| 5. | Unicaja Malaga       | 14  | 6  | 8  | 1054 | 1052 | +2   |
| 6. | Śląsk Wrocław        | 14  | 4  | 10 | 1001 | 1061 | −60  |
| 7. | Alba Berlino         | 14  | 3  | 11 | 1065 | 1153 | −88  |
| 8. | TEC Spirou Charleroi | 14  | 3  | 11 | 1049 | 1181 | −132 |

### Gruppo B
|    | Squadra          | Pld | W  | L  | PF   | PA   | Diff |
| 1. | Kinder Bologna   | 14  | 12 | 2  | 1163 | 969  | +194 |
| 2. | FC Barcelona     | 14  | 10 | 4  | 1211 | 1050 | +161 |
| 3. | Ülker Istanbul   | 14  | 9  | 5  | 1104 | 1051 | +53  |
| 4. | Olimpija Lubiana | 14  | 9  | 5  | 1085 | 971  | +114 |
| 5. | Opel Skyliners   | 14  | 8  | 6  | 1037 | 1060 | −23  |
| 6. | Zalgiris Kaunus  | 14  | 5  | 9  | 1054 | 1097 | −43  |
| 7. | Peristeri Atene  | 14  | 3  | 11 | 1058 | 1158 | −100 |
| 8. | London Towers    | 14  | 0  | 14 | 910  | 1266 | −356 |

### Gruppo C
|    | Squadra             | Pld | W  | L  | PF   | PA   | Diff |
| 1. | Panathinaikos       | 14  | 12 | 2  | 1176 | 1073 | +103 |
| 2. | Real Madrid         | 14  | 9  | 5  | 1211 | 1123 | +88  |
| 3. | Skipper Bologna     | 14  | 8  | 6  | 1193 | 1151 | +42  |
| 4. | CSKA Mosca          | 14  | 8  | 6  | 1221 | 1189 | +32  |
| 5. | Krka Novo mesto     | 14  | 7  | 7  | 1245 | 1222 | +23  |
| 6. | EB Pau Orthez       | 14  | 7  | 7  | 1126 | 1114 | +12  |
| 7. | Budućnost Podgorica | 14  | 3  | 11 | 1108 | 1257 | −149 |
| 8. | Zadar               | 14  | 2  | 12 | 1156 | 1307 | −151 |

### Gruppo D
|    | Squadra            | Pld | W | L  | PF   | PA   | Diff |
| -- | ------------------ | --- | - | -- | ---- | ---- | ---- |
| 1. | TAU Ceramica       | 14  | 9 | 5  | 1219 | 1057 | +162 |
| 2. | AEK Atene          | 14  | 9 | 5  | 1152 | 1102 | +50  |
| 3. | Ural Great Perm    | 14  | 8 | 6  | 1266 | 1260 | +6   |
| 4. | Scavolini Pesaro   | 14  | 8 | 6  | 1124 | 1137 | −13  |
| 5. | ASVEL Villeurbanne | 14  | 8 | 6  | 1147 | 1135 | +12  |
| 6. | Partizan Belgrado  | 14  | 6 | 8  | 1138 | 1191 | −53  |
| 7. | Cibona Zagabria    | 14  | 5 | 9  | 1110 | 1165 | −55  |
| 8. | Telindus Oostende  | 14  | 3 | 11 | 1138 | 1247 | −109 |

## Top 16

### Gruppo E
|    | Squadra          | Pld | W | L | PF  | PA  | Diff |
| -- | ---------------- | --- | - | - | --- | --- | ---- |
| 1. | Benetton Treviso | 6   | 4 | 2 | 538 | 481 | +57  |
| 2. | FC Barcelona     | 6   | 4 | 2 | 499 | 483 | +16  |
| 3. | Skipper Bologna  | 6   | 2 | 4 | 482 | 509 | −27  |
| 4. | Scavolini Pesaro | 6   | 2 | 4 | 487 | 514 | −27  |

### Gruppo F
|    | Squadra         | Pld | W | L | PF  | PA  | Diff |
| -- | --------------- | --- | - | - | --- | --- | ---- |
| 1. | Kinder Bologna  | 6   | 4 | 2 | 460 | 432 | +28  |
| 2. | Efes Pilsen     | 6   | 3 | 3 | 506 | 481 | +25  |
| 3. | Real Madrid     | 6   | 3 | 3 | 500 | 528 | −28  |
| 4. | Ural Great Perm | 6   | 2 | 4 | 516 | 541 | −25  |

### Gruppo G
|    | Squadra          | Pld | W | L | PF  | PA  | Diff |
| -- | ---------------- | --- | - | - | --- | --- | ---- |
| 1. | Panathinaikos    | 6   | 5 | 1 | 496 | 467 | +29  |
| 2. | Olympiacos Pireo | 6   | 4 | 2 | 480 | 452 | +28  |
| 3. | AEK Atene        | 6   | 2 | 4 | 474 | 475 | −1   |
| 4. | Olimpija Lubiana | 6   | 1 | 5 | 450 | 506 | −56  |

### Gruppo H
|    | Squadra          | Pld | W | L | PF  | PA  | Diff |
| -- | ---------------- | --- | - | - | --- | --- | ---- |
| 1. | Maccabi Tel Aviv | 6   | 4 | 2 | 410 | 370 | +40  |
| 2. | TAU Ceramica     | 6   | 4 | 2 | 496 | 472 | +24  |
| 3. | CSKA Mosca       | 6   | 3 | 3 | 486 | 485 | +1   |
| 4. | Ülker Istanbul   | 6   | 1 | 5 | 395 | 460 | −65  |

### Semifinali
| Team #1          | Team #2          | Punteggio |
| ---------------- | ---------------- | --------- |
| Panathinaikos    | Maccabi Tel Aviv | 83 - 75   |
| Benetton Treviso | Kinder Bologna   | 82 - 90   |

### Finale
| Team #1       | Team #2        | Punteggio |
| ------------- | -------------- | --------- |
| Panathinaikos | Kinder Bologna | 89 - 83   |

| Eurolega 2001-2002      |
| ----------------------- |
| Panathinaikos 3º titolo |

## Formazione vincitrice
| N° | Naz.                   | Ruolo | Sportivo             |  | Alt. |  |
| -- | ---------------------- | ----- | -------------------- |  | ---- |  |
| 4  | Grecia (bandiera)      | AP    | Fragkiskos Alvertīs  |  | 206  |  |
| 5  | Grecia (bandiera)      | P     | Giōrgos Kalaitzīs    |  | 195  |  |
| 6  | Grecia (bandiera)      | P     | Giannīs Sioutīs      |  | 183  |  |
| 7  | Stati Uniti (bandiera) | AG    | Johnny Rogers        |  | 208  |  |
| 8  | Croazia (bandiera)     | P     | Damir Mulaomerović   |  | 193  |  |
| 10 | Jugoslavia (bandiera)  | AP    | Dejan Bodiroga       |  | 205  |  |
| 11 | Stati Uniti (bandiera) | AG    | Darryl Middleton     |  | 203  |  |
| 12 | Turchia (bandiera)     | G     | İbrahim Kutluay      |  | 197  |  |
| 14 | Grecia (bandiera)      | C     | Lazaros Papadopoulos |  | 210  |  |
| 15 | Grecia (bandiera)      | AG    | Giannīs Giannoulīs   |  | 208  |  |
| 16 | Argentina (bandiera)   | P     | Juan Ignacio Sánchez |  | 193  |  |
| -  | Stati Uniti (bandiera) | AG    | Corey Albano         |  | 205  |  |
| *  | Jugoslavia (bandiera)  | All.  | Željko Obradović     |  |      |  |

## Premi

### Riconoscimenti individuali
- Euroleague MVP:  Mirsad Türkcan,  CSKA Mosca
- MVP Top 16:  Dejan Bodiroga,  Panathinaikos
- Euroleague Final Four MVP:  Dejan Bodiroga,  Panathinaikos

### Quintetti ideali
- All-Euroleague First Team:
  -  Tyus Edney,  Benetton Treviso
  -  Marko Jarić,  Kinder Bologna
  -  Emanuel Ginóbili,  Kinder Bologna
  -  Dejan Bodiroga,  Panathinaikos
  -  Dejan Tomašević,  TAU Ceramica
- All-Euroleague Second Team:
  -  Arriel McDonald,  Maccabi Tel Aviv
  -  Alphonso Ford,  Olympiacos Pireo
  -  Mirsad Türkcan,  CSKA Mosca
  -  Marcelo Nicola,  Benetton Treviso
  -  Joseph Blair,  Scavolini Pesaro